# Hermann Weingärtner
Hermann Weingärtner (ur. 27 sierpnia 1864 we Frankfurcie nad Odrą, zm. 22 grudnia 1919 tamże) – niemiecki gimnastyk, zdobywca trzech złotych, dwóch srebrnych i jednego brązowego medalu na Igrzyskach Olimpijskich w 1896 roku w Atenach.
Weingärtner z niemiecką drużyną zdobył dwa złote medale na igrzyskach w Atenach – w ćwiczeniach na drążku i ćwiczeniach na poręczy. Do tego dodał medale wywalczone indywidualnie. Złoto w ćwiczeniach na drążku, srebra w ćwiczeniach na koniu z łękami i ćwiczeniach na kółkach oraz brąz w skoku przez konia.